# Aslonnes
Aslonnes [alɔn] est une commune du Centre-Ouest de la France, située dans le département de la Vienne  en région Nouvelle-Aquitaine.

## Géographie
Aslonnes est une commune rurale.
La commune est proche du parc naturel régional de la Brenne.
Les habitants de Aslonnes sont appelés les Aslonnois et les Aslonnoises.
La commune est composée de plusieurs anciens bourgs : Vaintray, Laverré, Fontjoise, Jouarenne et des hameaux Puygrenioux, Pigerolles, Benest.

### Communes limitrophes
| Iteuil          |            | Roches-Prémarie-Andillé     |
| Vivonne         | d'Aslonnes | La Villedieu-du-Clain Gizay |
| Château-Larcher |            | Marnay                      |

### Géologie et relief
La région d'Aslonnes présente un paysage de plaines vallonnées plus ou moins boisées et de vallées. Le terroir se compose de groies profondes pour 76 % dans les plaines, d'argile à silex et de bornais pour respectivement 10 % et 1 % situés sur les plateaux du seuil du Poitou et de 13 % de calcaire qui se trouve dans les vallées alluviales. Les groies sont des terres du Sud-Ouest de la France, argilo-calcaires, peu profondes  - en général de moins de 50 cm d’épaisseur – et  plus ou moins riches en cailloux. Elles sont fertiles et saines et donc, propices à la polyculture céréalière mais elles s’assèchent vite.

### Hydrographie
La commune est traversée par 4 km de cours d'eau, avec comme rivière principale le Clain sur une longueur de 3 km et la Clouère.

### Climat
Pour des articles plus généraux, voir Climat de la Nouvelle-Aquitaine et Climat de la Vienne.
Historiquement, la commune est exposée à un climat océanique du nord-ouest.  
En 2020, Météo-France publie une typologie des climats de la France métropolitaine dans laquelle la commune est exposée à un climat océanique altéré et est dans la région climatique Poitou-Charentes, caractérisée par un bon ensoleillement, particulièrement en été et des vents modérés.
Pour la période 1971-2000, la température annuelle moyenne est de 11,6 °C, avec une amplitude thermique annuelle de 14,6 °C. Le cumul annuel moyen de précipitations est de 751 mm, avec 11,3 jours de précipitations en janvier et 6,9 jours en juillet. Pour la période 1991-2020, la température moyenne annuelle observée sur la station météorologique la plus proche, située sur la commune de La Ferrière-Airoux à 14 km à vol d'oiseau, est de 12,4 °C et le cumul annuel moyen de précipitations est de 762,1 mm,. Pour l'avenir, les paramètres climatiques de la commune estimés pour 2050 selon différents scénarios d'émission de gaz à effet de serre sont consultables sur un site dédié publié par Météo-France en novembre 2022.

### Voies de communication et transports
Les gares les plus proches se trouvent à Iteuil (4,8 km), à Vivonne (5,58 km), à Ligugé (8,63 km), à Anché (12,23 km) et à Mignaloux-Beauvoir (11 km).
L'aéroport le plus proche est l'aéroport de Poitiers-Biard qui se trouve à 16,2 km.

## Urbanisme

### Typologie
Au 1er janvier 2024, Aslonnes est catégorisée commune rurale à habitat dispersé, selon la nouvelle grille communale de densité à sept niveaux définie par l'Insee en 2022.
Elle est située hors unité urbaine. Par ailleurs la commune fait partie de l'aire d'attraction de Poitiers, dont elle est une commune de la couronne,. Cette aire, qui regroupe 97 communes, est catégorisée dans les aires de 200 000 à moins de 700 000 habitants,.

### Occupation des sols
L'occupation des sols de la commune, telle qu'elle ressort de la base de données européenne d’occupation biophysique des sols Corine Land Cover (CLC), est marquée par l'importance des territoires agricoles (89 % en 2018), une proportion sensiblement équivalente à celle de 1990 (89,7 %). La répartition détaillée en 2018 est la suivante : 
terres arables (65,7 %), prairies (18,3 %), forêts (7,5 %), zones agricoles hétérogènes (5 %), zones urbanisées (3,6 %). L'évolution de l’occupation des sols de la commune et de ses infrastructures peut être observée sur les différentes représentations cartographiques du territoire : la carte de Cassini (XVIIIe siècle), la carte d'état-major (1820-1866) et les cartes ou photos aériennes de l'IGN pour la période actuelle (1950 à aujourd'hui).

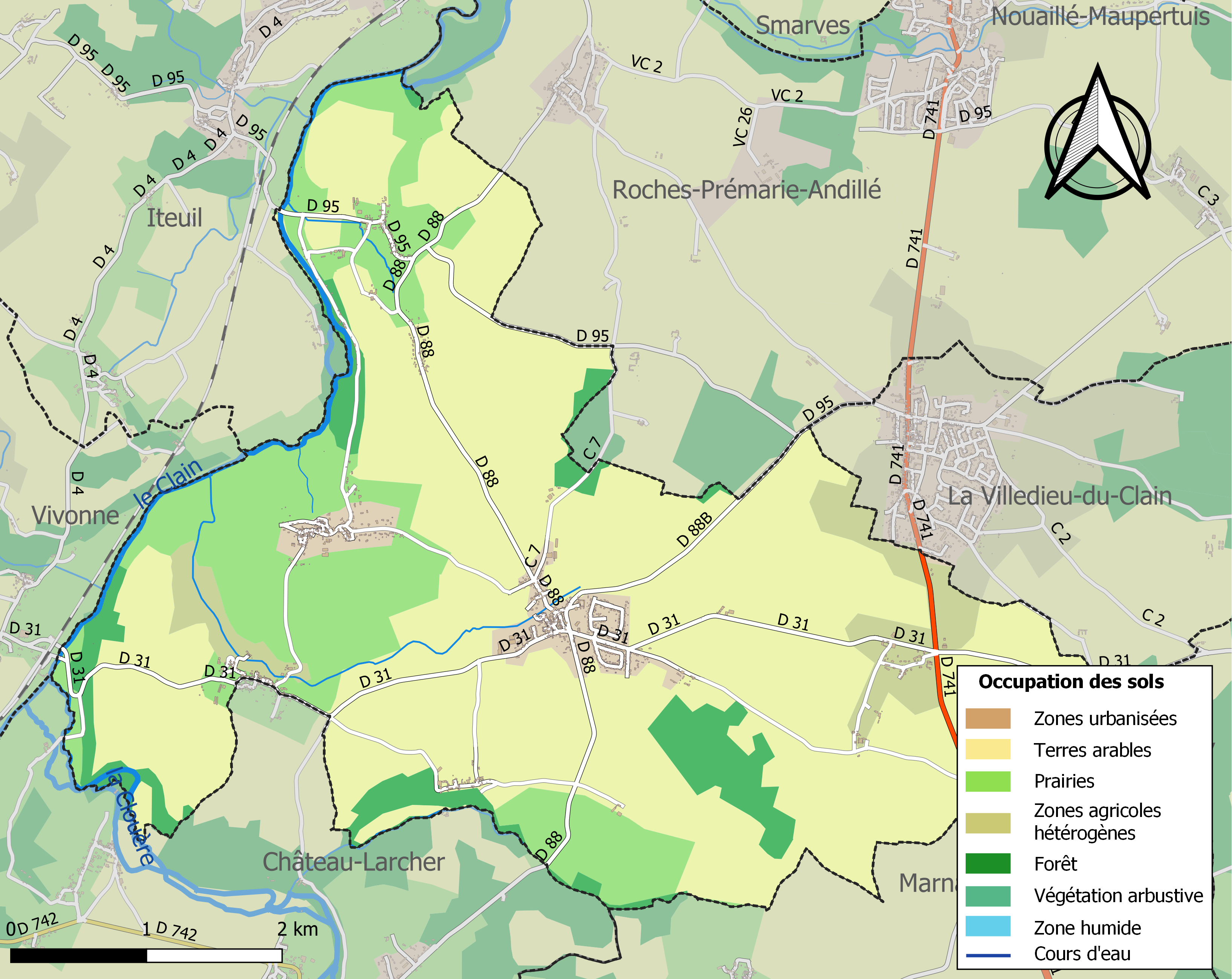
Carte des infrastructures et de l'occupation des sols de la commune en 2018 (CLC).

### Risques majeurs
Le territoire de la commune d'Aslonnes est vulnérable à différents aléas naturels : météorologiques (tempête, orage, neige, grand froid, canicule ou sécheresse), inondations, feux de forêts, mouvements de terrains et séisme (sismicité modérée). Il est également exposé à un risque technologique,  le transport de matières dangereuses. Un site publié par le BRGM permet d'évaluer simplement et rapidement les risques d'un bien localisé soit par son adresse soit par le numéro de sa parcelle.

#### Risques naturels
Certaines parties du territoire communal sont susceptibles d’être affectées par le risque d’inondation par débordement de cours d'eau, notamment le Clain et la Clouère. La commune a été reconnue en état de catastrophe naturelle au titre des dommages causés par les inondations et coulées de boue survenues en 1982, 1983, 1993, 1995, 1999 et 2010,.
Aslonnes est exposée au risque de feu de forêt. En 2014, le deuxième plan départemental de protection des forêts contre les incendies (PDPFCI) a été adopté pour la période 2015-2024. Les obligations légales de débroussaillement dans le département sont définies dans un arrêté préfectoral du 29 mai 2015,, celles relatives à l'emploi du feu et au brûlage des déchets verts le sont dans un arrêté permanent du 24 mai 2015,.

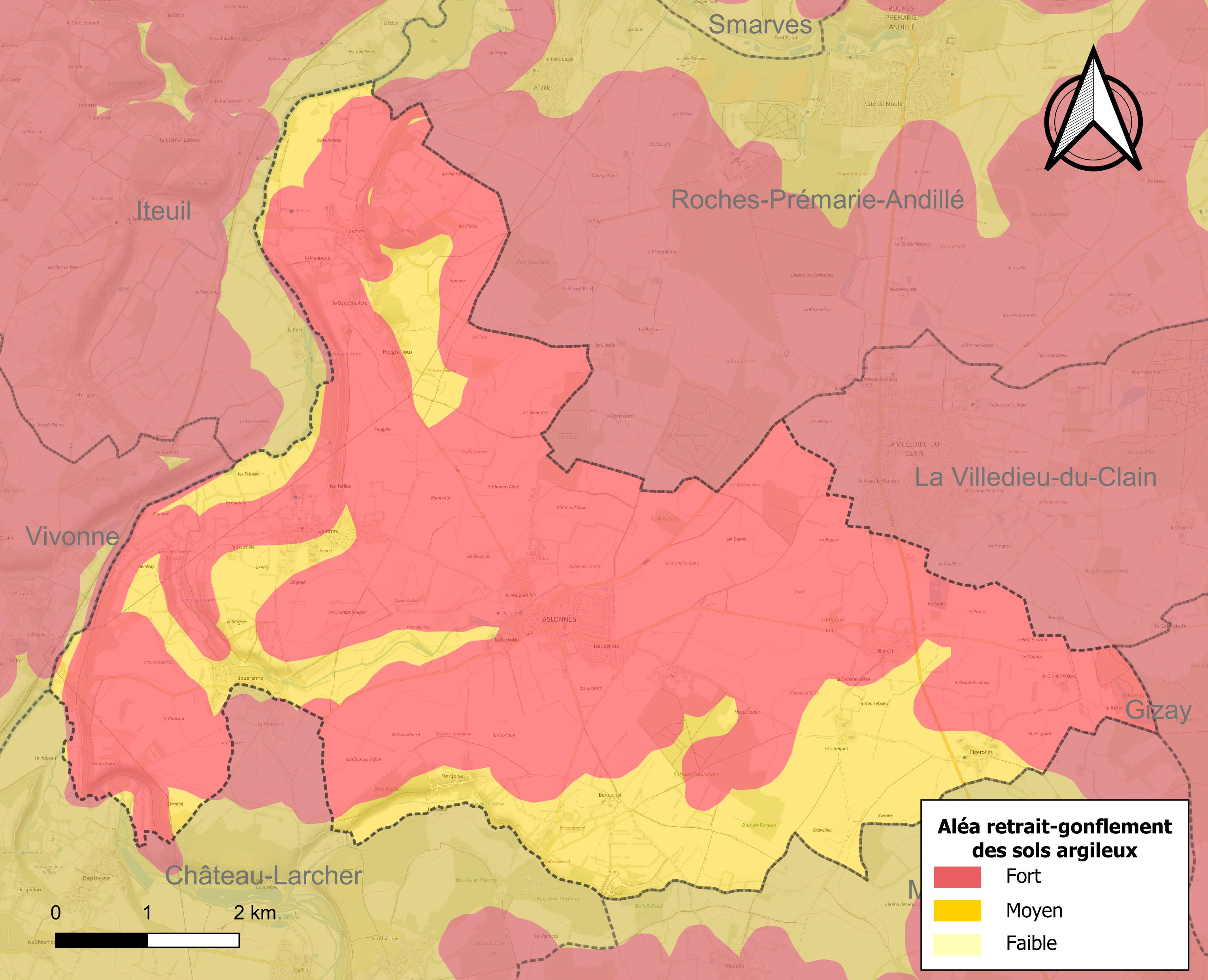
Carte des zones d'aléa retrait-gonflement des sols argileux d'Aslonnes.

Les mouvements de terrains susceptibles de se produire sur la commune sont des affaissements et effondrements liés aux cavités souterraines (hors mines) et des tassements différentiels. Afin de mieux appréhender le risque d’affaissement de terrain, un inventaire national permet de localiser les éventuelles cavités souterraines sur la commune. Le retrait-gonflement des sols argileux est susceptible d'engendrer des dommages importants aux bâtiments en cas d’alternance de périodes de sécheresse et de pluie. La totalité de la commune est en aléa moyen ou fort (79,5 % au niveau départemental et 48,5 % au niveau national). Depuis le 1er octobre 2020, en application de la loi ÉLAN, différentes contraintes s'imposent aux vendeurs, maîtres d'ouvrages ou constructeurs de biens situés dans une zone classée en aléa moyen ou fort,.
La commune a été reconnue en état de catastrophe naturelle au titre des dommages causés par la sécheresse en 2011 et 2017 et par des mouvements de terrain en 1999 et 2010.

## Histoire
Préhistoire et Antiquité
La lèvre de la falaise surplombant la vallée du Clain puis de la Clouère fut longtemps un point stratégique : dolmen d'Arlait (sur la commune de Château-Larcher) et menhir attestant une présence au néolithique près de Vaintray, camp romain à Vaintray, camp d'Alaric.
Temps modernes
Aslonnes accueille favorablement les avancées de la Révolution française. Elle plante ainsi son arbre de la liberté, symbole de la Révolution. Il devient le point de ralliement de toutes les fêtes et évènements de l’époque, comme le brûlement des titres féodaux en mars 1793.
Époque contemporaine
Durant la Seconde Guerre mondiale, un terrain d’atterrissage clandestin avait été aménagé par la Résistance à proximité du village de Médelle (commune de Marnay), au lieu-dit Brenuchet. Il fut utilisé plusieurs fois pour des opérations pick up, jusqu’à la nuit du 17 au 18 mars 1943. Deux Lysander se posent sur un terrain détrempé, déposent quatre passagers et redécollent avec quatre autres, malgré l’incendie d’un moteur. Mais les traces laissées dans le terrain détrempé poussent l’occupant allemand à faire creuser des tranchées, qui empêchent toute nouvelle utilisation. Les hommes des villages alentour (Médelle, Fontjoise...) doivent alors s'équiper de leurs pelles et pioches pour creuser ces tranchées.
En 1945, pour fêter la Libération et le retour de la République, un arbre de la liberté est planté. Ce noyer existait toujours en 1988.

## Politique et administration

### Intercommunalité
La commune d'Aslonnes fait partie de la communauté de communes de la Région de La Villedieu-du-Clain. C'est une structure intercommunale qui regroupe les 9 autres communes suivantes :
- Dienné
- Fleuré
- Gizay
- La Villedieu-du-Clain
- Nieuil-l'Espoir
- Nouaillé-Maupertuis
- Roches-Prémarie-Andillé
- Smarves
- Vernon

### Liste des Maires
| Période    | Période  | Identité            | Étiquette | Qualité |
| ---------- | -------- | ------------------- | --------- | ------- |
| avant 1988 | ?        | Jacques Racault     | DVG       |         |
| mars 2001  | 2014     | Jean-Michel Métayer |           |         |
| 2014       | En cours | Roland Bouchet      |           |         |

### Instances judiciaires
La commune relève du tribunal d'instance de Poitiers, du tribunal de grande instance de Poitiers, de la cour d'appel  Poitiers, du tribunal pour enfants de Poitiers, du conseil de prud'hommes de Poitiers, du tribunal de commerce de Poitiers, du tribunal administratif de Poitiers et de la cour administrative d'appel  de  Bordeaux, du tribunal des pensions de Poitiers, du tribunal des affaires de la Sécurité sociale de la Vienne, de la cour d’assises de la Vienne.

### Jumelage
Aslonnes est jumelée avec Wachtberg-Berkum (Allemagne) et Bernareggio (Italie).

## Population et société

### Démographie
Les habitants sont nommés les Aslonnois.

L'évolution du nombre d'habitants est connue à travers les recensements de la population effectués dans la commune depuis 1793. Pour les communes de moins de 10 000 habitants, une enquête de recensement portant sur toute la population est réalisée tous les cinq ans, les populations de référence des années intermédiaires étant quant à elles estimées par interpolation ou extrapolation. Pour la commune, le premier recensement exhaustif entrant dans le cadre du nouveau dispositif a été réalisé en 2004.

En 2022, la commune comptait 1 130 habitants, en évolution de +2,36 % par rapport à 2016 (Vienne : +0,6 %, France hors Mayotte : +2,11 %).
| 1793 | 1800 | 1806 | 1821 | 1831 | 1836 | 1841 | 1846 | 1851 |
| ---- | ---- | ---- | ---- | ---- | ---- | ---- | ---- | ---- |
| 722  | 577  | 796  | 771  | 777  | 806  | 834  | 882  | 834  |

| 1856 | 1861 | 1866 | 1872 | 1876 | 1881 | 1886 | 1891 | 1896 |
| ---- | ---- | ---- | ---- | ---- | ---- | ---- | ---- | ---- |
| 864  | 852  | 884  | 836  | 812  | 802  | 825  | 812  | 864  |

| 1901 | 1906 | 1911 | 1921 | 1926 | 1931 | 1936 | 1946 | 1954 |
| ---- | ---- | ---- | ---- | ---- | ---- | ---- | ---- | ---- |
| 813  | 736  | 677  | 637  | 610  | 595  | 584  | 608  | 565  |

| 1962 | 1968 | 1975 | 1982 | 1990 | 1999 | 2004 | 2006 | 2009  |
| ---- | ---- | ---- | ---- | ---- | ---- | ---- | ---- | ----- |
| 467  | 448  | 487  | 629  | 700  | 890  | 923  | 936  | 1 026 |

| 2014  | 2019  | 2022  | - | - | - | - | - | - |
| ----- | ----- | ----- | - | - | - | - | - | - |
| 1 082 | 1 119 | 1 130 | - | - | - | - | - | - |

En 2008, selon l’INSEE, la densité de population de la commune était de 42 hab./km2, 61 hab./km2 pour le département, 68 hab./km2 pour la région Poitou-Charentes et 115 hab./km2 pour la France.
Les dernières statistiques démographiques pour la commune ont été fixées en 2009 et publiées en 2012. Il ressort que la mairie  administre une population totale de 1 049 personnes. À cela il faut soustraire les résidences secondaires (23 personnes) pour constater que la population permanente sur le territoire de la commune est de 1 026 habitants.
En 2004, selon l'INSEE:
- Le nombre de célibataires était de 32,5 %.
- Les couples mariés représentaient 57,5 % de la population.
- Les divorcés représentaient 5,3 % de la population.
- Le nombre de veuves et veufs était de 4,7 %.

La répartition par sexe est la suivante:
- en 1999: 50,7 % d'hommes et 49,3 % de femmes.
- en 2004: 49,9 % d'hommes et 50,1 % de femmes.
- en 2010: 50,7 % d'hommes et 49,3 % de femmes.

### Enseignement
La commune dépend de l'académie de Poitiers et son école primaire publique Paul-Baudrin dépend de l'inspection académique de la Vienne.

## Économie

### Agriculture
Selon la direction régionale de l'Alimentation, de l'Agriculture et de la Forêt de Poitou-Charentes, il n'y a plus que 21 exploitations agricoles en 2010 contre 30 en 2000.
Les surfaces agricoles utilisées ont augmenté et sont passées de 1 920 hectares en 2000 à 2 037 hectares en 2010.Ces chiffres indiquent une concentration des terres sur un nombre plus faible d’exploitations. Cette tendance est conforme à l’évolution  constatée sur tout le département de la Vienne puisque de 2000 à 2007, chaque exploitation a gagné en moyenne 20 hectares.
50 % sont destinées à la culture des céréales (blé tendre pour la moitié, orges et maïs), 18 % pour les oléagineux (surtout colza et un peu de tournesol), 14 % pour le fourrage et 10 % reste en herbes. En 2010 comme en 2000, un hectare est consacré à la vigne.
8 exploitations en 2010 (contre 12 en 2000) abritent un élevage de bovins (801 têtes en 2010 contre 890 têtes en 2000). 6 exploitations en 2010 (contre 7 en 2000) abritent un élevage d'ovins (148 têtes en 2010 contre 149 têtes en 2000). L'élevage de volailles stagne comme l'élevage des ovins : 506 têtes en 2000 répartis sur 13 fermes contre 541 têtes en 2010 répartis sur 10 fermes.
L'élevage de chèvres se maintient : en 2010, il y a 694 têtes répartis sur 6 fermes, en 2000 : 615 têtes 5 exploitations. La vocation laitière du troupeau est très forte. Moins de 2 % des élevages caprins sont non laitiers en 2000. La quasi-totalité de la production laitière, en constante augmentation (de 2000 à 2011 : + 44%) est livrée à l’industrie agro-alimentaire soit 96 % des 485 000 hectolitres récoltés dans l’ensemble du département de la Vienne en 2004. La production de fromage à la ferme reste très marginale et ne représente que 1 % de la production de lait et 6 % des fermes. 75 % des élevages sont basés sur un système de production de type hors sol, la surface agricole étant destinée essentiellement dans ce cas, à la production de fourrage. 75 % de ces exploitations  n’élèvent que des chèvres. Le dynamisme de cet élevage, l’accent porté sur la qualité des produits a permis d’obtenir  les AOC chabichou du Poitou et Sainte-Maure de Touraine pour les fromages produits.

### Commerces
Selon l'INSEE, en 2009, il restait un seul commerce dans le bourg: une épicerie.

### Emploi et activité
Le taux de chômage était de:
- en 1999: 11,2 %.
- en 2004: 5,2 %.
- en 2010: 3,7 %.

Les retraités et les préretraités représentaient 13,8 % de la population en 2004 et 13 % en 1999.
Le taux d'activité était de 80,7 % en 2004 et de 75,8 % en 1999.

## Culture locale et patrimoine

### Lieux et monuments

#### Patrimoine religieux
- L'église Notre-Dame d'Aslonnes possède deux belles cloches : l'une date de 1577 et c'est l'une des 12 cloches recensées datant du XVIe siècle du département de la Vienne ; l'autre date de 1672. L'une d'elles porte en lettres gothiques l'inscription : " CELO SUM(IN) TERRAM. SERIS. DIEU. A CE DONNE. Jacques de COUE. MVCXXXVII.". Au-dessus un relief représente une croix qui domine l'écusson de Jacques de Coué. Couronnant cette inscription, une guirlande où les fleurs de lys alternent avec les trèfles. Elle est inscrite à l'Inventaire général du patrimoine culturel[38].
- Les jardins du prieuré de Laverré : au pied du prieuré, le jardin regroupe 600 espèces de plantes, pour l'essentiel des variétés anciennes. Derrière la demeure, se trouve un carré de buis à l'italienne de la Renaissance, des carrés de plantes et de légumes. Le jardin a obtenu le label "Jardin remarquable".
- Prieuré de Laverré est inscrit comme monument historique depuis 1938 pour sa chapelle, l'échauguette et sa tour carrée tandis que le logis et le terrain l'ont été en 2002.

#### Patrimoine civil

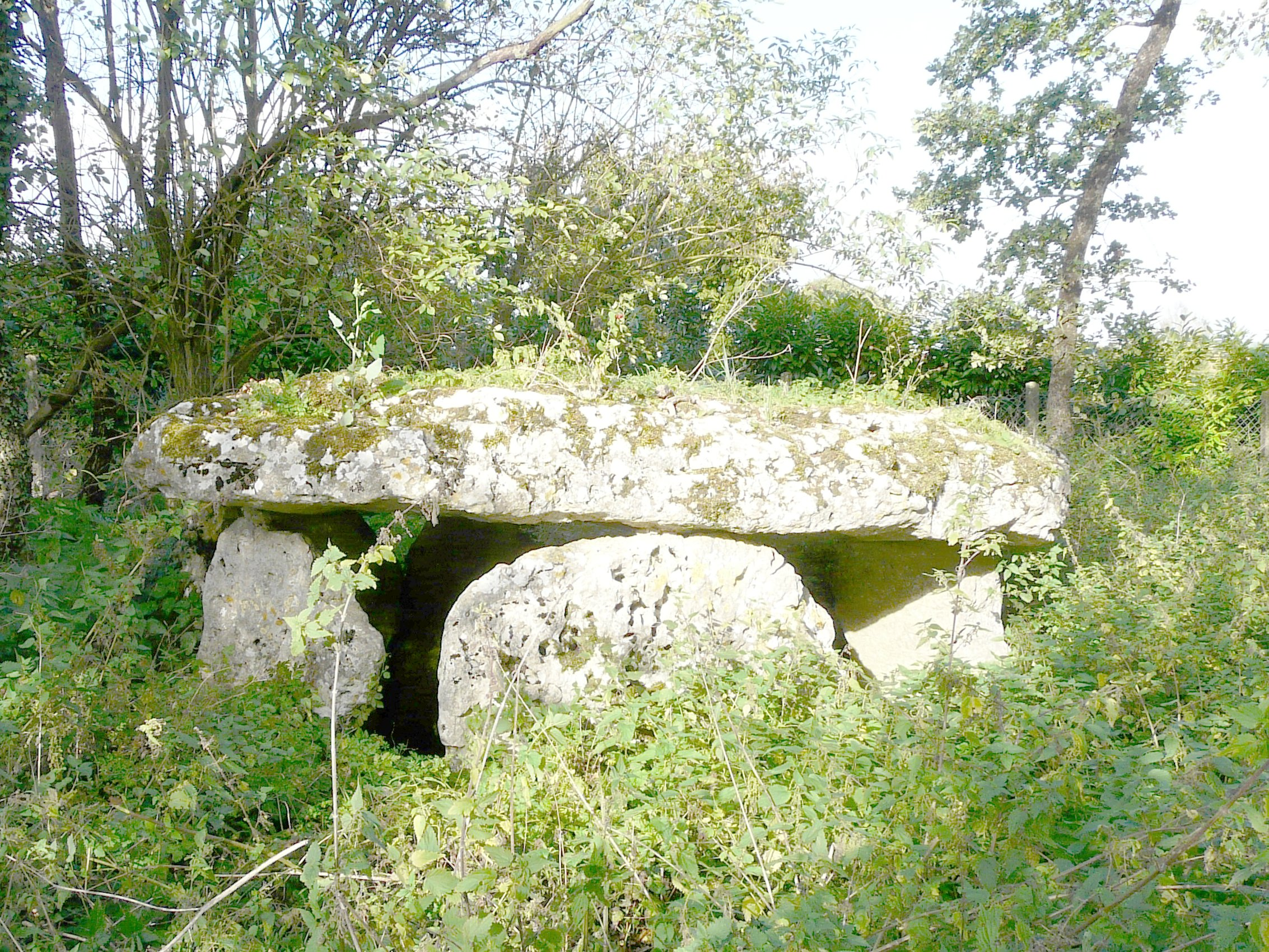
Le dolmen de Laverré.

- Dolmen de Laverré classé au titre des monuments historiques en 1889[39]. Le pierrier alentour est classé par arrêté du 14 avril 1958[40].
- Menhir de la Jument-Guignard classé au titre des monuments historiques en 1889[41] comme cromlech.

#### Patrimoine naturel
La commune possède trois petites zones naturelles d'intérêt écologique, faunistique et floristique (ZNIEFF) qui couvrent 1 % de la surface communale:
- L'ile du Divan.
- Le plateau de Thorus.
- La sources tuffeuses de Port Laverre.

Selon l'Inventaire des arbres remarquables de Poitou-Charentes, il y a un arbre remarquable sur la commune qui est un noyer commun.

##### Le plateau de Thorus
C'est un site classé zone naturelle d'intérêt écologique, faunistique et floristique (ZNIEFF). Le plateau représente 4 % de la surface de la commune.
Les sols du plateau sont des groies peu profondes, riches en cailloux calcaires, à faible réserve en eau. Ces terres sont très sélectives pour la végétation. En effet, notamment l'été lorsque la pluie est rare, la végétation présente un aspect maigre et rabougri. Compte tenu de ces conditions particulières, une végétation très originale a pu se développer, composée de buissons de genévrier, de spirées, de chênes pubescents. Cette zone présente un intérêt biologique et botanique remarquable, dont témoignent notamment neuf espèces végétales qui participent à la richesse du patrimoine végétal du département de la Vienne :
- Le bugle de Genève
- la campanule à petites fleurs
- la capillaire de Vénus
- la corydale à bulbe plein
- le géranium sanguin est une plante à affinité méridionale qu'il est très surprenant de rencontrer sous un climat océanique tempéré
- l'hélianthème à feuilles de saule
- la sabline des chaumes : cette espèce endémique en France, qui bénéficie à ce titre d'une protection officielle au niveau national, est très rare dans le Poitou. On ne la retrouve, en effet, que dans deux autres localités du département de la Vienne.
- le spirée d'Espagne : c'est un buisson originaire des steppes asiatiques et on ne le trouve, dans le département de la Vienne, que sur le plateau de Thorus.
- la véronique prostrée.

### Équipement culturel
La commune a une bibliothèque municipale.

### Personnalités liées à la commune
- Sylvain Mabille de Poncheville habitant à Aslonnes est triple médaillé d'or au Concours "un des Meilleurs Apprentis de France" dans les catégories ; serrurerie-métallerie (2011), ferronnerie (2010), et monture en bronze (2010).